# Zvonařství Karol Schwabe
Zvonařství Karol Schwabe byla slévárna zvonů (kovolitecká dílna) v haličském a poté polském městě Bělá (dnes Bílsko-Bělá) v letech 1846–1945. V meziválečném období patřila mezi nejznámější kovolitecké dílny v Polsku.

## Historie
Zakladatelem zvonařství byl Karl Traugott Schwabe, který se narodil v roce 1819 v Saské Kamenici, syn Leberechta Schwabeho, majitele tamní textilní továrny na bavlněné látky. Karl Traugott Schwabe, zvonař–kovolitec s dlouholetou praxí v odlévání zvonů, v roce 1846 založil slévárnu zvonů a dalších kovových výrobků v haličské Bělé. V roce 1871 zemřel a zvonařství převzal jeho nejstarší syn Karl Gustav Schwabe, narozen v roce 1850 v Bělé. Slévárna kromě kostelních zvonů vyráběla i svícny a další výrobky z mědi, cínu a zinku.
Vzhledem k tomu, že během první světové války bylo mnoho zvonů zabaveno pro válečné účely, se po válce firma rychle rozvíjela díky velkému počtu zakázek na nové kostelní zvony. Firma dodala také zvony do věžních hodin, které vyráběla Pierwsza Krajowa Fabryka Zegarów Wieżowych Michała Mięsowicza (První národní továrna věžových hodin Michała Mięsowicze) v Krosně a také vyráběla hodinová víka a svícny z bronzu nebo mosazi pro liturgické účely. Karl Gustav Schwabe zemřel 31. prosince 1931, jeho dědicové byli jeho dva synové Karl Traugott (narozen 1883) a Oskar Georg (narozen 1889). V té době se zvonařství přejmenovalo na Pierwsza Krajowa Odlewnia Dzwonów i Metali Karol Schwabe i S-ka.
V Polsku v letech 1918–1939 zvonařství množstvím vyprodukovaných zvonů bylo na druhém místě za zvonařstvím Jana Felczyńského. Bylo oceněno na mnoha výstavách. Nejvíce zvonů se nachází v Polsku, ale byly dodávány také do jiných části rakousko-uherské monarchie, Německa, později Rakouska, Československa a také do USA. V roce 1941 slévárna na příkaz Generálního gouvernementu přetavovala zabavené zvony pro vojenské účely Třetí říše. Z důvodů nedostatku zakázek na zvony vyráběla německé odznaky a v roce 1944 byla uzavřena. Po ukončení druhé světové války zvonařství ještě krátce fungovalo, ale v roce 1946 bylo znárodněno.
Spoluvlastník Oskar Schwabe a jeho rodina byli označeni NKVD jako nepřátelé lidové republiky, v roce 1945 byli zatčeni a uvězněni. Oskar byl odeslán do pracovního tábora v Myslovicích, kde v dubnu  zemřel. Jeho žena byla nasazena v pracovním táboře v Osvětimi a dcera byla odeslána do gulagu v SSSR.

## Zvony
Zvonařství vyráběla mimo kostelní zvony také sanktusníkové zvony a malé zvonky např. školní, ruční, hodinové zvonky atd. Největší zvon, který byl ulit zvonařstvím Karol Schwabe, byl zvon Boleslav o hmotnosti 3 100 kg v roce 1936 pro kostel Matky Boží Ostrobramské ve Lvově a zvon o hmotnosti 2500 kg pro kostel svaté Kateřiny Alekxandrijské v Grybowě.
V Česku se zvony nachází:
- kostel Starokatolické církve v Šumperku[3]

### Patent Schwabe
Patent Schwabe: zvon je usazen na litinovém stojanu a kuželu. Při zvonění se zvon pootočil a tím srdce zvonu vytloukalo zvon rovnoměrně po obvodu věnce. Tento patent byl instalován např. v evangelickém kostele Libice nad Cidlinou (zvon z roku 1895), evangelický kostel v Krouně (dva zabaveny v roce 1917, třetí v roce 1942).

## Galerie

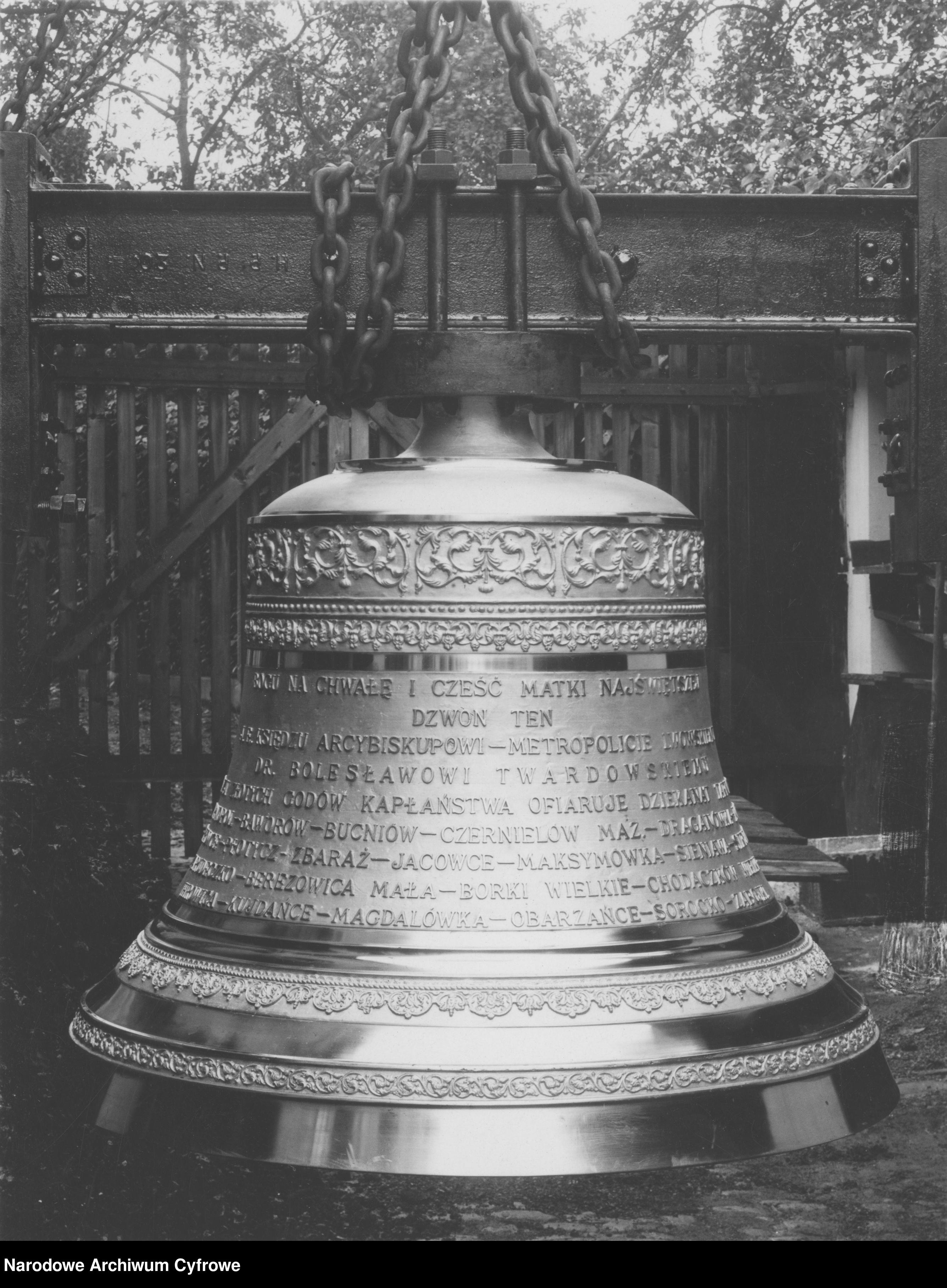
Zvon Boleslav z roku 1936 o hmotnosti 3100 kg ulitý ve zvonařství Karol Schwabe
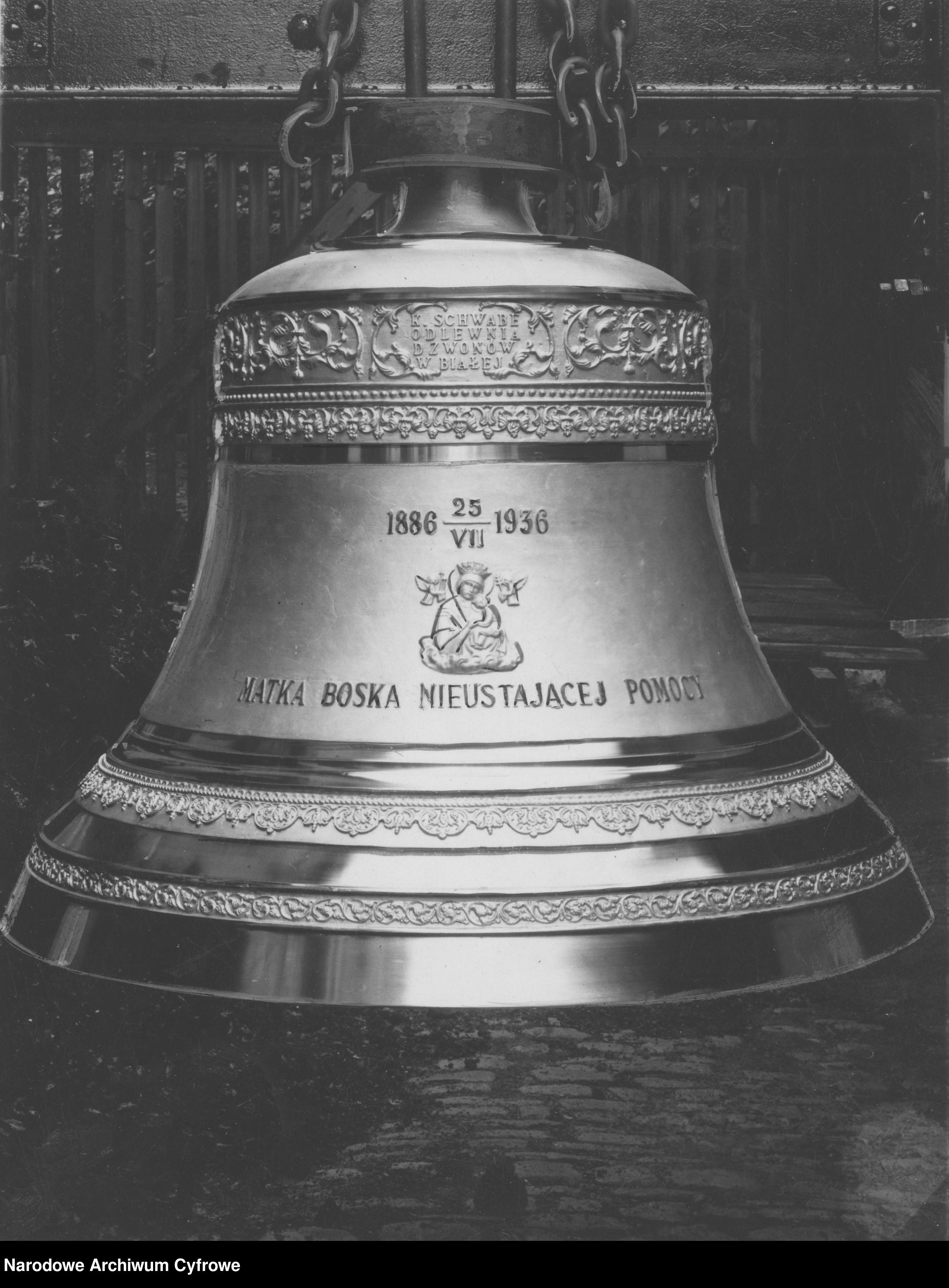
Zvon z roku 1936 o hmotnosti 1900 kg ulitý ve zvonařství Karol Schwabe pro kostel ve Lvově